# Phare de Needham's Point
Le phare de Needham's Point (en anglais : Needham's Point Lighthouse) est un phare inactif situé en baie de Carlisle, dans la paroisse de Saint-Michael au sud de la Barbade.

## Histoire
Le phare de Needham's Point est l'un des quatre phares historiques existants à la Barbade (2ème plus ancien). C'est une tour octogonale en maçonnerie qui a été construit en 1855 à l'extrémité sud de la baie de Carlisle, au sud-ouest de Bridgetown. Il est peint en blanc avec une lanterne noire.
Il est désormais inactif et partiellement restauré par l'hôtel Hilton, propriétaire du phare et des terrains environnants.
Au cours de sa période d'utilisation active, le plan focal du phare était à 13 m au-dessus du niveau de la mer et clignotait à 8 secondes d'intervalle. En raison de la nature stationnaire des feux, l’objectif du phare était à la fois rouge et vert, afin de permettre aux marins de savoir s’ils étaient du côté bâbord ou tribord de la baie Carlisle.
Le phare est situé dans le Centre historique de Bridgetown et sa garnison, inscrit au patrimoine culturel de l'Unesco depuis 2011,.

## Nouveau mât d'émission
L'ancien phare inactif a été remplacé par un mât métallique, avec une balise de 9 m de haut, peint en bandes rouges et blanches et la balise est rouge. Il émet, à une hauteur focale de 13 m, un éclat blanc et rouge par période de 8 secondes. Sa portée est de 14 milles nautiques (environ 26 km) pour le feu blanc et 10 milles nautiques (environ 19 km) pour le feu rouge.
Identifiant : ARLHS : BAR-002 - Amirauté : J5807 - NGA : 110-15108 .

### Lien connexe
- Liste des phares de la Barbade